# Do-Over
"Do-Over" é o episódio de estreia da terceira temporada da série de televisão de comédia de situação norte-americana 30 Rock, e o 37.° da série em geral. Teve o seu enredo escrito pela produtora executiva Tina Fey e foi realizado pelo produtor Don Scardino. A sua transmissão nos Estados Unidos ocorreu na noite de 30 de Outubro de 2008 através da National Broadcasting Company (NBC).  Por entre os artistas convidados, estão inclusos Will Arnett, Megan Mullally, Marceline Hugot, e John Lutz.
No episódio, Liz Lemon (interpretada por Fey) é avaliada por Bev (Mullally) como parte de um processo de adopção, enquanto Jack Donaghy (Alec Baldwin) volta do seu trabalho em Washington D.C. e tenta reaver o seu antigo emprego do seu arqui-inimigo Devon Banks (Arnett) na General Electric (GE). Entretanto, Jenna Maroney (Jane Krakowski) fica furiosa com Tracy Jordan (Tracy Morgan) por não ter sido remunerada pelo seu trabalho vocal jogo de vídeo pornográfico criticamente aclamado criado por ele.
Em geral, "Do-Over" foi bem recebido pela crítica especialista em televisão do horário nobre. De acordo com as estatísticas publicadas pelo sistema de mediação de audiências Nielsen Ratings, foi assistido em uma média de 8,70 milhões de domicílios durante a sua transmissão original norte-americana, tornando-se no episódio de maior audiência de 30 Rock desde o episódio piloto. Além disso, recebeu a classificação de 4,1 e dez de share no perfil demográfico dos telespectadores entre os dezoito aos 49 anos de idade. O trabalho artístico para "Do-Over" rendeu ao episódio uma nomeação na 14.ª cerimónia anual dos Prémios de Excelência em Design de Produção da Associação de Diretores Artísticos.

## Produção
"Do-Over" é o episódio de estreia da terceira temporada de 30 Rock. O seu enredo foi escrito por Tina Fey — criadora, produtora executiva, actriz principal e argumentista-chefe do seriado — e foi realizado por Don Scardino, um dos produtores da temporada. Assim, tornou-se no 11.° crédito que Fey recebeu por escrever um argumento para a série e no 14.° de Scardino pelo seu trabalho como realizador. Além disso, marcou a quinta vez que Scardino realiza um episódio cujo guião foi redigido por Fey.

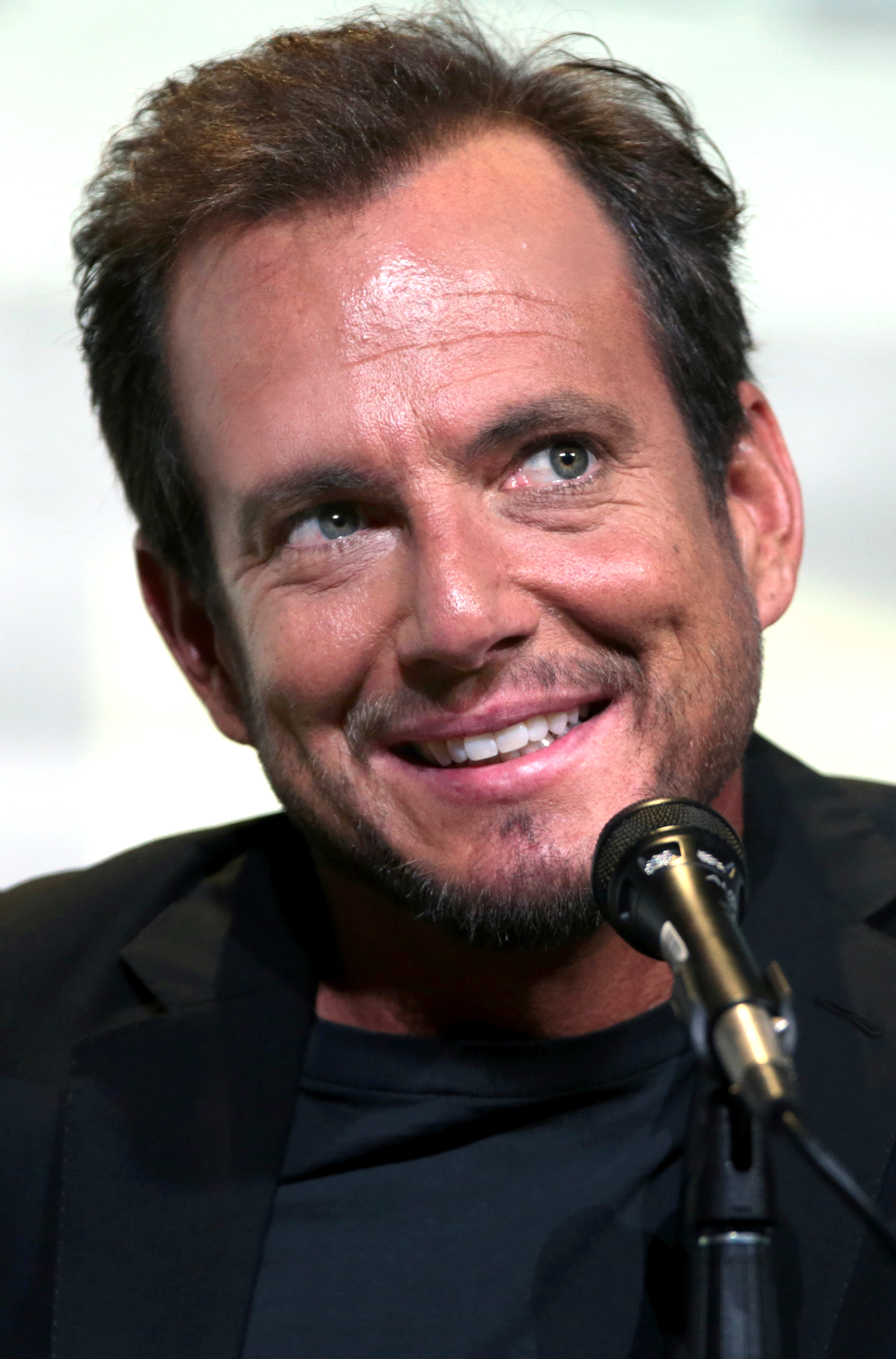
"Do-Over" marcou a quarta participação de Will Arnett em 30 Rock.

A participação especial da actriz Megan Mullally, que deu vida à agente de adopção Bev neste episódio, foi primeiramente anunciada pela imprensa em Setembro de 2008. Alec Baldwin, actor principal e produtor de 30 Rock, já havia trabalhado com Mullaly em Will & Grace, série na qual ela estrelava. A actriz Marceline Hugot, que também participou repetindo a sua performance como Kathy Geiss, fez a sua quinta aparição em 30 Rock neste episódio, enquanto Will Arnett repetiu o seu papel como Devon Banks pela quarta vez. Embora o seu nome tenha sido listado durante a sequência de créditos finais, o actor Keith Powell, intérprete de James "Toofer" Spurlock em 30 Rock, não participou de "Do-Over."
O actor e comediante Judah Friedlander, intérprete da personagem Frank Rossitano em 30 Rock, é conhecido pelos seus bonés de camioneiro de marca registada que usa dentro e fora da personagem Frank. Os chapéus normalmente apresentam palavras ou frases curtas estampadas neles. Friedlander afirmou que ele próprio é quem faz os acessórios. Revelou também que "alguns deles são brincadeiras íntimas, e alguns são simplesmente piadas." A ideia veio do persona de Friedlander nas suas apresentações de comédia stand up, nas quais os objectos de adorno estão todos estampados com a escrita "campeão mundial" em línguas e aparências diferentes. Em "Do-Over," Frank usa bonés que leem "Former Cyclops" e "Horny," o qual Liz pede para que troque pois tem receio que cause má impressão à agente de adopção.
Quatro cenas filmadas para "Do-Over" foram cortadas da transmissão para a televisão, tendo ao invés disso sido inclusas no DVD da terceira temporada de 30 Rock, como parte das cenas apagadas do pacote bónus. Na primeira cena, Jack planeia seduzir Kathy como forma de recuperar o seu antigo emprego de volta. Na cena seguinte, depois de Jack revelar estes planos a Liz, ela questiona sobre como ele irá entrar no Prédio GE, como ele não tem mais o seu cartão de identificação de funcionário. Jack responde que "você pode fazer qualquer coisa se você caminhar com confiança," o que ele faz e consegue permissão para entrar no edifício. Liz tenta fazer o mesmo, mas o guarda pede a ela para mostrar o seu bilhete de identidade, que ela mostra. Na terceira cena, Liz e Bev falam com o estagiário Kenneth Parcell (Jack McBrayer), que fascinado com o processo de adopção e revela que a sua própria mãe trabalhou dois empregos como uma pessoa de controle de animais para o estado e vendia carnes de porta em porta. Na cena final, Liz apresenta Tracy a Bev enquanto "fazia tudo outra vez."

## Enredo
Liz Lemon (Tina Fey) está de volta ao estúdio 6H e depara com Jack Donaghy (Alec Baldwin) no elevador, que está de regresso de Washington D.C. Jack revela a Liz que ele pretende reaver o seu antigo emprego de volta e ela aproveita para contar-lhe sobre a sua avaliação para a adopção que está por vir. Quando Jack confronta Devon Banks (Will Arnett) no seu escritório, este oferece uma posição a Jack na sala de correspondência como uma brincadeira, mas Jack aceita. Mais tarde, Jack conta a Liz o seu plano de reaver o seu antigo emprego por meios honestos, embora Kathy Geiss (Marceline Hugot) demonstre um interesse sexual por ele, algo que ele poderá usar para ter uma promoção mais rápida. Quando descobre que Devon está a tentar encerrar a GE, Jack usa a ajuda de Liz para convencer Kathy a contratá-lo como consultor de negócios. Devon, ao se aperceber que foi derrotado, decide seguir um novo caminho para garantir o seu futuro financeiro: atirar-se na frente de uma série de carros em movimento para que possa processar os motoristas.
Entretanto, após fazer uma avaliação da casa de Liz, Bev (Megan Mullally) vai para o serviço de Liz, onde verifica a segurança do estúdio e entrevista o elenco e a equipa do TGS. No entanto, esta avaliação corre terrivelmente mal, com muitas das entrevistas refeltindo qualidades negativas de Liz e da segurança daquele local para uma criança. Mas, antes que Bev arquive o seu relatório, ela contrai um ferimento na cabeça causado por Kathy e Frank perde a sua memória a curto prazo, esquecendo-se de já ter feito a avaliação,. Liz, então, recebe ajuda da equipa para refazer a avaliação na esperança de um melhor resultado.
Em outros lugares, Tracy Jordan (Tracy Morgan) finalmente recebe o primeiro cheque de royalties por Gorgasm: The Legend of Dong Slayer, seu jogo de vídeo pornográfico que alcançou grande sucesso comercial. Jenna fica com raiva por não ter sido remunerada pelo seu trabalho vocal no jogo. Liz convence Tracy a oferecer presentes para fazer as pazes com Jenna e com todos os outros que contribuíram ao jogo de vídeo. No entanto, embora todo mundo tenha recebido presentes extravagantes como matracas douradas e um casaco de pele de chinchila, Jenna só recebeu um cupão para abraços livres e decide processar Tracy.

## Lançamento e repercussão

### Transmissão e audiência
Nos Estados Unidos, "Do-Over" foi transmitido pela primeira vez na noite de 30 de Outubro de 2008 pela NBC como o 37.° episódio de 30 Rock. Naquela noite, de acordo com os dados publicados pelo serviço de mediação de audiências Nielsen Ratings, foi assistido por uma média de 8,70 milhões de agregados familiares norte-americanos e recebeu a classificação de 4,1 e dez no perfil demográfico dos telespectadores entre os dezoito aos 49 anos de idade. Isso significa que foi visto por 4,1 por cento de todas as pessoas de dezoito a 49 anos de idade, e por dez por cento de todas as pessoas de dezoito a 49 anos de idade que estavam assistindo a televisão no momento da transmissão. Assim, atraiu o maior número de telespectadores desde episódio piloto em Outubro de 2006, visto em uma média de 8,13 milhões de domicílios norte-americanos. Além disso, em relação aos episódios de estreia e de encerramento da segunda temporada, vistos por 7,33 milhões e 5,61 milhões de telespectadores norte-americanos, "Do-Over" representou uma melhoria de dezoito por cento e 59 por cento, respectivamente.
Na noite de 30 de Outubro de 2008, 30 Rock conseguiu reter 87 por cento dos telespectadores que estavam a assistir a The Office, seriado transmitido meia-hora antes. Por entre os outros programas transmitidos no horário nobre daquela noite, 30 Rock foi o mais assistido e, na semana de 27 de Outubro a 2 de Novembro de 2008, teve a 13.ª classificação mais alta da NBC no perfil demográfico dos telespectadores entre os dezoito aos 49 anos de idade. No perfil demográfico dos telespectadores entre as idades de dezoito aos 34, o seriado ocupou o 11.° lugar.

### Análises da crítica
| Críticas profissionais | Críticas profissionais |
| Avaliações da crítica  | Avaliações da crítica  |
| Fonte                  | Avaliação              |
| ---------------------- | ---------------------- |
| A.V. Club              | A-                     |
| Alan Sepinwall         | (positiva)             |
| AOL                    | (positiva)             |
| Entertainment Weekly   | (positiva)             |
| The Hollywood Reporter | (positiva)             |
| IGN                    | 8,5/10                 |
| Paste                  | (positiva)             |
| TV Guide               | (positiva)             |

Para Robert Canning, analista de televisão do portal britânico IGN, este episódio "cheio de comédia até onde pôde [...] definiu a fasquia para o resto da temporada," enquanto que para o crítico Jeremy Medina, na sua análise para a revista Paste, "foi tipo o primeiro dia de aulas após as férias de verão: meio estranho em alguns instantes, mas ao mesmo tempo rápido e alegre e calorosamente familiar." Na sua análise para a coluna televisiva TV Squad do portal AOL, o crítico Bob Sassone escreveu que "... Este episódio consegue fazer o que o seriado sempre fez, misturar humor doido quase surreal com um coração genuíno (não manufacturado)." Matt Webb Mitovich, da revista de entretenimento TV Guide, destacou a história de Jack de tentar reclamar o seu emprego como a sua favorita, juntamente com Jack e Liz fingindo ser um casal na frente de Kathy.
Apesar de achar que episódios de estreia de temporada "tendem a ser o calcanhar de Aquiles de 30 Rock" na sua resenha para o jornal de entretenimento A.V. Club, o repórter Nathan Rabin opinou que a série "ribombou fora desse buraco com 'Do-Over,' um seriado que definitivamente quebra o mau agouro de estreias." Rabin afirmou que o "enredo frenético e ridículo" de Megan Mullally — que teve uma estadia desastrosa nos estúdios de 30 Rock, bateu com a cabeça, e perdeu a sua memória — "pareceu um pouco sitcom-esco, mas as piadas continuaram a vir." A participação de Mullally foi amplamente elogiada por Jeff Labrecque, na sua crítica para a revista Entertainment Weekly, que apreciou a sua capacidade de "transicionar de uma megera sem humor questionando acusadoramente sobre os 'cavalheiros convidados sexuais' de Liz para um amnésica tonto e atordoada."
Para Alan Sepinwall, colunista de televisão do jornal The Star-Ledger, os elementos em torno das tentivas de Jack de recuperar o seu antigo emprego foram "bastante trabalhosos," mas observou que o enredo de adopção de Liz foi "mais sólido do início ao fim." Sepinwall elogiou a personagem Kathy Geiss, observando que as suas ações no episódio foram "todas assustadoramente engraçadas," e apreciou também a participação de Mullally. Em conclusão, embora este não tenha considerado este como o melhor esforço da equipa de 30 Rock, Sepinwall afirmou que mesmo assim "eles tiveram algumas coisas com as quais se sentiram obrigados a lidar, e houve tantos génios da comédia, mais do que suficientes, que realmente não posso reclamar."

### Prémios e nomeações
Na 14.ª cerimónia anual dos Prémios de Excelência em Design de Produção da Associação de Diretores Artísticos, "Do-Over" recebeu uma nomeação na categoria Excelência em Design de Produção Para um Episódio de Meia Hora de Série de Televisão de Câmara Única. A nomeação foi endereçada aos designers de produção Keith Ian Raywood e Teresa Mastropierro, o diretor artístico Peter Baran, à artista cênica líder Elina Kotler, e à decoradora de cenário Jennifer Greenberg. Porém, foi o seriado Weeds que saiu vencedor.